# Sáchica
Sáchica è un comune della Colombia facente parte del dipartimento di Boyacá.
Il centro abitato venne fondato da Juan Velasco e Carlos Rojas nel 1556.